# 伦纳德·尼尔森
伦纳德·尼尔森（德語：Leonard Nelson，1882年7月11日—1927年10月29日），德国数学家、批判哲学家和社会主义者。新弗里斯学派（以康德后哲学家雅各布·弗里德里希·弗里斯命名）的一部分，也是数学家大卫·希尔伯特的朋友。他于1908年提出了格雷林-纳尔松悖论，以及与库尔特·格雷林共同提出的自指词的相关概念。